# Mandelhölzer Teich
Der Mandelhölzer Teich (auch Wormketalsperre) war ein Teich, der ungefähr 400 m oberhalb von Mandelholz lag. Er staute die Wormke auf.

## Geschichte
Die Talsperre wurde spätestens im 15. Jahrhundert erbaut. Sie diente der Wasserversorgung der Eisenhütten Zur Bast (1471; heute Basthütte), Neue Hütte (ca. 1500), Lüdershof (1506) und Rothehütte (1678; alle drei letztgenannten sind heute Teil von Königshütte). Infolge starken Hochwassers brach der Damm am 22. Juli 1855, woraufhin die weiter unten im Tal gelegenen Orte Rothehütte und Königshof (das heutige Königshütte) fast komplett verwüstet wurden. Danach wurde die Talsperre nicht wiedererrichtet.